# Réservoir Boukhtarmal
Le réservoir Boukhtarmal  ou  réservoir Boukhtarminskoïe (en russe : Бухтарминское водохранилище) ou  réservoir Bakhtarminsk est un réservoir d'eau douce situé sur la rivière Irtych dans la partie orientale du Kazakhstan à proximité de la frontière chinoise. Il se trouve près des montagnes de l'Altaï. 

## Géographie
Il se situe à une altitude de 387 mètres et a une superficie de 5 490 km2 pour un volume de 48 km3. La distance à vol d'oiseau entre le point d'entrée de la rivière Irtych et le barrage de Boukhtarma est de plus de 200 km. 
Avant la construction du barrage de retenue en 1959, la zone était déjà en partie recouverte par le lac Zaïssan.

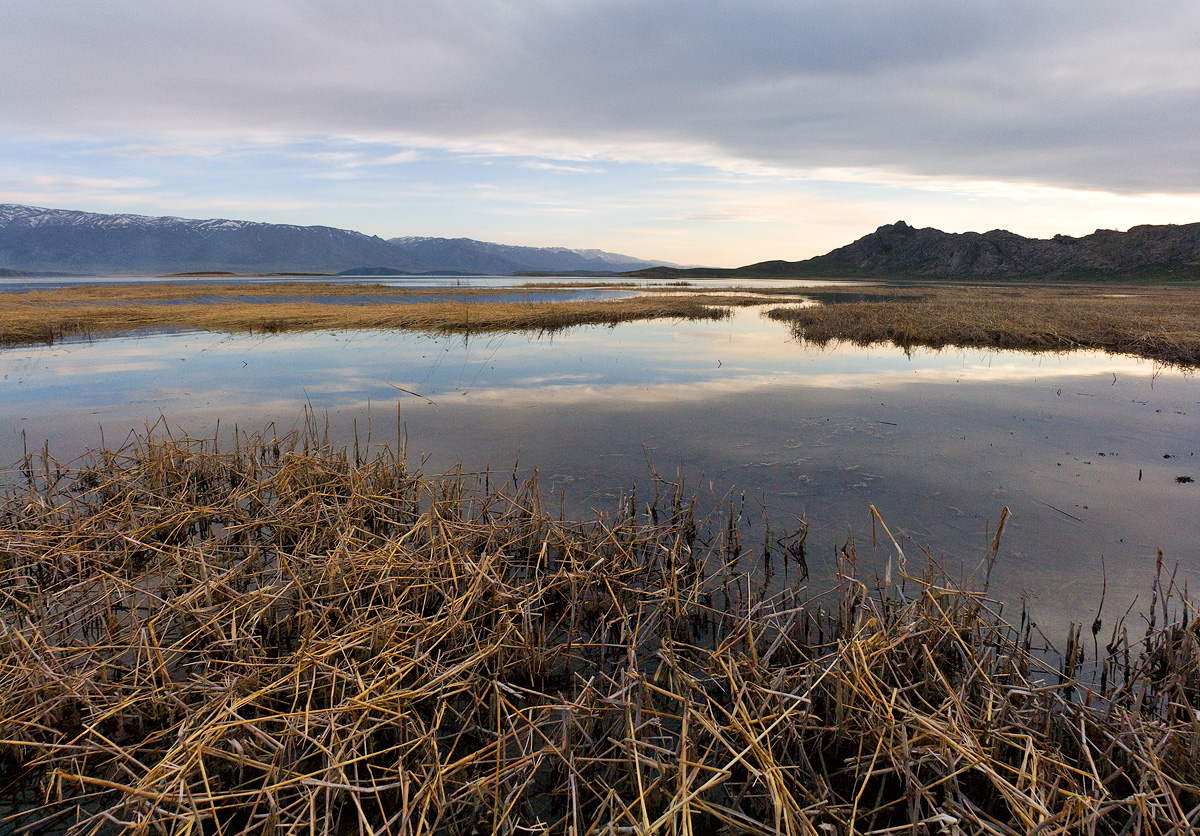
Le réservoir Boukhtarmal.